# Associação Atlética Oeirense
A Associação Atlética Oeirense é um clube brasileiro de futebol da cidade de Oeiras, no estado de Piauí. Foi fundado em 05 de novembro de 2018 e no ano seguinte disputou o seu primeiro Campeonato Piauiense de Futebol da Segunda Divisão.

## História
Fez sua estreia profissional na Segunda divisão do Campeonato Piauiense em 2019.
Em 2021 foi campeão da Segunda divisão do Campeonato Piauiense.
Em 2022 foi rebaixado no Campeonato Piauiense.
Em 2023 foi bicampeão da Segunda divisão do Campeonato Piauiense.
Em 2024 fez uma boa campanha no campeonato onde chegou as semifinais do campeonato piauiense e caiu para o Altos nos pênaltis.

## Títulos
| Estaduais | Estaduais                         | Estaduais | Estaduais   |
|           | Competição                        | Títulos   | Temporadas  |
| --------- | --------------------------------- | --------- | ----------- |
|           | Campeonato Piauiense - 2ª Divisão | 2         | 2021 e 2023 |